# Comité de la Cámara de Representantes de los Estados Unidos sobre el Poder Judicial

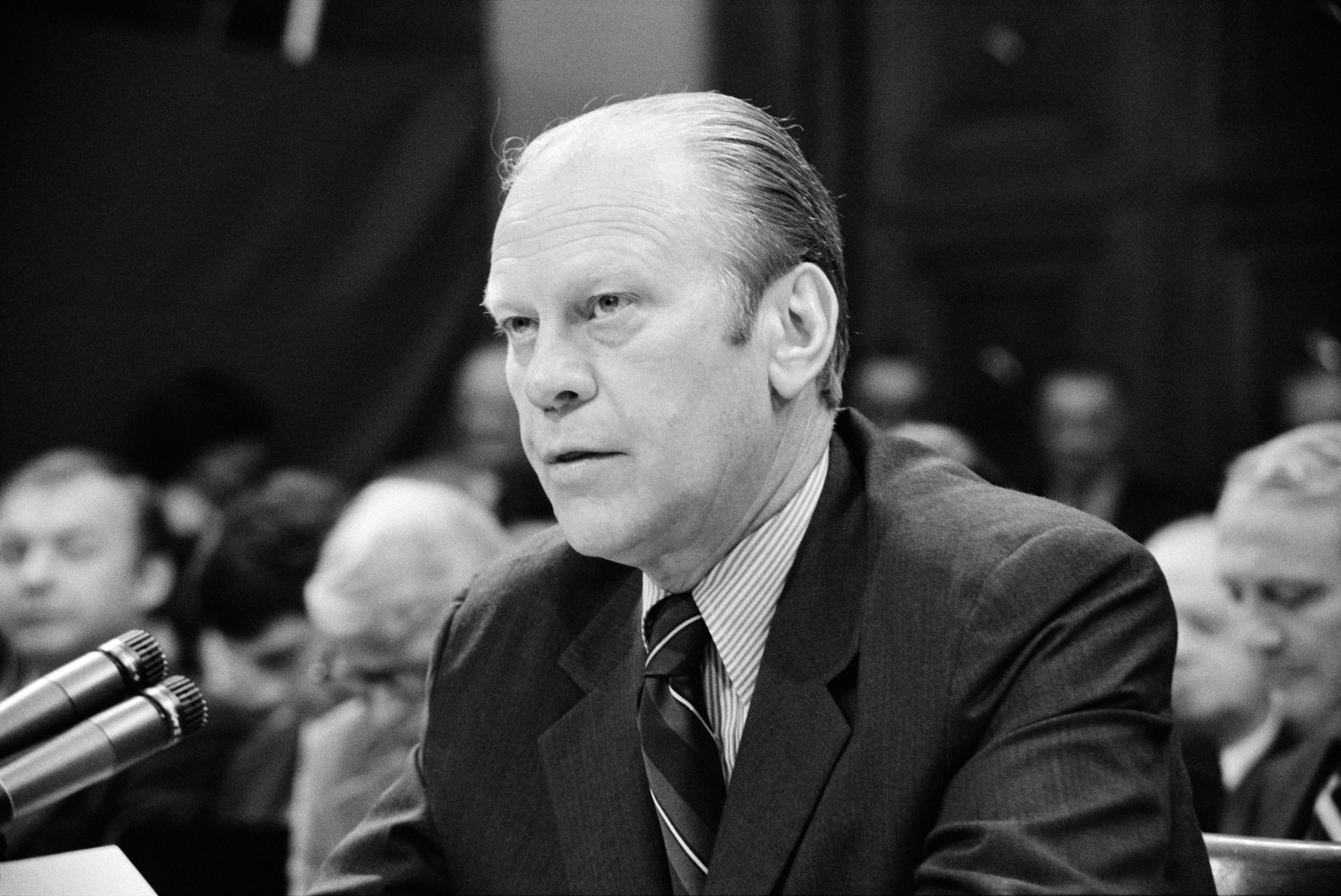
El presidente Gerald Ford apareciendo en una audiencia de la Subcomisión Judicial de la Cámara de Representantes con respecto a su perdón de Richard Nixon (17 de octubre de 1974).

El Comité de la Cámara de Representantes de los Estados Unidos sobre el Poder Judicial (en inglés, United States House Committee on the Judiciary), también llamado Comité Judicial de la Cámara (House Judiciary Committee), es un comité permanente de la Cámara de Representantes de los Estados Unidos. Se encarga de supervisar la administración de justicia en los tribunales federales, los organismos administrativos y las entidades federales encargadas de hacer cumplir la ley.  El Comité Judicial es también el comité responsable de los enjuiciamientos de los funcionarios federales.  Debido a la naturaleza legal de su supervisión, los miembros del comité por lo general tienen formación jurídica, pero esto no es necesario.
En el 116.º Congreso, el presidente del comité es el demócrata Jerry Nadler de Nueva York, y el miembro minoritario de mayor rango es el republicano Doug Collins de Georgia.

## Historia
La comisión fue creada el 3 de junio de 1813 con el propósito de considerar la legislación relacionada con el sistema judicial. Este comité aprobó artículos de destitución contra los Presidentes en cuatro ocasiones: Andrew Johnson (1867 y 1868), Richard Nixon (1974), Bill Clinton (1998) y Donald Trump (2019).
En el 115.º Congreso, el presidente del comité fue el republicano Bob Goodlatte de Virginia, y el miembro minoritario de mayor rango fue inicialmente el demócrata John Conyers de Míchigan. El 26 de noviembre de 2017, Conyers renunció a su cargo como miembro de alto rango, mientras se enfrentaba a una investigación ética. El 28 de noviembre de 2017, Jerrold Nadler, de Nueva York, fue nombrado miembro de rango en funciones.

### Comités anteriores
- Reclamaciones: Funciones fusionadas en 1946

- Inmigración y Naturalización: Funciones fusionadas en 1946

- Seguridad Interna: Funciones fusionadas en 1975

- Actividades antiamericanas: Funciones fusionadas en Seguridad Interior en 1969
- Patentes: Funciones fusionadas en 1946
- Revisión de Leyes: Funciones fusionadas en 1946
- Reclamaciones de guerra: Funciones fusionadas en 1946

## Miembros, 116.º Congreso
| Mayoría | Minoría |
| --- | --- |
| - Jerry Nadler, Nueva York, Chairman - Zoe Lofgren, California - Sheila Jackson Lee, Texas - Steve Cohen, Tennessee - Hank Johnson, Georgia - Ted Deutch, Florida - Karen Bass, California - Cedric Richmond, Luisiana - Hakeem Jeffries, Nueva York - David Cicilline, Rhode Island - Eric Swalwell, California - Ted Lieu, California - Jamie Raskin, Maryland - Pramila Jayapal, Washington - Val Demings, Florida - Lou Correa, California - Mary Gay Scanlon, Pensilvania, Vice Chair - Sylvia Garcia, Texas - Joe Neguse, Colorado - Lucy McBath, Georgia - Greg Stanton, Arizona - Madeleine Dean, Pensilvania - Debbie Mucarsel-Powell, Florida - Veronica Escobar, Texas | - Doug Collins, Georgia, Ranking Member - Jim Sensenbrenner, Wisconsin - Steve Chabot, Ohio - Louie Gohmert, Texas - Jim Jordan, Ohio - Ken Buck, Colorado - John Ratcliffe, Texas - Martha Roby, Alabama - Matt Gaetz, Florida - Mike Johnson, Luisiana - Andy Biggs, Arizona - Tom McClintock, California - Debbie Lesko, Arizona - Guy Reschenthaler, Pensilvania - Ben Cline, Virginia - Kelly Armstrong, North Dakota - Greg Steube, Florida |

## Listas históricas de miembros

### Miembros, 115.º Congreso
| Mayoría | Minoría |
| --- | --- |
| - Bob Goodlatte, Virginia, Chairman - Jim Sensenbrenner, Wisconsin - Lamar S. Smith, Texas - Steve Chabot, Ohio - Darrell Issa, California - Steve King, Iowa - Louie Gohmert, Texas - Jim Jordan, Ohio - Ted Poe, Texas - Tom Marino, Pensilvania - Trey Gowdy, Carolina del Sur - Raúl Labrador, Idaho - Doug Collins, Georgia - Ron DeSantis, Florida - Ken Buck, Colorado - John Ratcliffe, Texas - Martha Roby, Alabama - Matt Gaetz, Florida - Mike Johnson, Luisiana - Andy Biggs, Arizona - John Rutherford, Florida - Karen Handel, Georgia - Keith Rothfus, Pensilvania | - Jerrold Nadler, Nueva York, Ranking Member - Zoe Lofgren, California - Sheila Jackson Lee, Texas - Steve Cohen, Tennessee - Hank Johnson, Georgia - Ted Deutch, Florida - Luis Gutiérrez, Illinois - Karen Bass, California - Cedric Richmond, Luisiana - Hakeem Jeffries, Nueva York - David Cicilline, Rhode Island - Eric Swalwell, California - Ted Lieu, California - Jamie Raskin, Maryland, Vice Ranking Member - Pramila Jayapal, Washington - Brad Schneider, Illinois - Val Demings, Florida |

### Miembros, 114.º Congreso
| Mayoría | Minoría |
| --- | --- |
| - Bob Goodlatte, Virginia, Chairman (113th) - Jim Sensenbrenner, Wisconsin - Lamar S. Smith, Texas - Steve Chabot, Ohio - Darrell Issa, California - Randy Forbes, Virginia - Steve King, Iowa - Trent Franks, Arizona - Louie Gohmert, Texas - Jim Jordan, Ohio - Ted Poe, Texas - Jason Chaffetz, Utah - Tom Marino, Pensilvania - Trey Gowdy, Carolina del Sur - Mark Amodei, Nevada - Raúl Labrador, Idaho - Blake Farenthold, Texas - Doug Collins, Georgia - Ron DeSantis, Florida - Mimi Walters, California - Ken Buck, Colorado - John Ratcliffe, Texas - Dave Trott, Míchigan - Mike Bishop, Míchigan | - John Conyers, Míchigan, Ranking Member - Jerrold Nadler, Nueva York - Zoe Lofgren, California - Sheila Jackson Lee, Texas - Steve Cohen, Tennessee - Hank Johnson, Georgia - Pedro Pierluisi, Puerto Rico - Judy Chu, California - Ted Deutch, Florida - Luis Gutiérrez, Illinois - Karen Bass, California - Cedric Richmond, Luisiana - Suzan DelBene, Washington - Hakeem Jeffries, Nueva York - David Cicilline, Rhode Island - Scott Peters, California |

### Miembros, 112.º Congreso
| Mayoría | Minoría |
| --- | --- |
| - Lamar S. Smith, Texas, Chairman - Jim Sensenbrenner, Wisconsin - Howard Coble, Carolina del Norte - Elton Gallegly, California - Bob Goodlatte, Virginia - Dan Lungren, California - Steve Chabot, Ohio - Darrell Issa, California - Mike Pence, Indiana - Randy Forbes, Virginia - Steve King, Iowa - Trent Franks, Arizona - Louie Gohmert, Texas - Jim Jordan, Ohio - Ted Poe, Texas - Jason Chaffetz, Utah - Timothy Griffin, Arkansas - Tom Marino, Pensilvania - Trey Gowdy, Carolina del Sur - Dennis A. Ross, Florida - Sandy Adams, Florida - Ben Quayle, Arizona - Mark Amodei, Nevada | - John Conyers, Míchigan, Ranking Member - Howard Berman, California - Jerrold Nadler, Nueva York - Bobby Scott, Virginia - Mel Watt, Carolina del Norte - Zoe Lofgren, California - Sheila Jackson-Lee, Texas - Maxine Waters, California - Steve Cohen, Tennessee - Hank Johnson, Georgia - Pedro Pierluisi, Puerto Rico - Michael Quigley, Illinois - Judy Chu, California - Ted Deutch, Florida - Linda Sánchez, California - Jared Polis, Colorado |

### Miembros, 111.º Congreso
| Mayoría | Minoría |
| --- | --- |
| - John Conyers, Míchigan, Chairman - Howard Berman, California - Rick Boucher, Virginia - Jerrold Nadler, Nueva York - Bobby Scott, Virginia - Mel Watt, Carolina del Norte - Zoe Lofgren, California - Sheila Jackson-Lee, Texas - Maxine Waters, California - Bill Delahunt, Massachusetts - Steve Cohen, Tennessee - Hank Johnson, Georgia - Pedro Pierluisi, Puerto Rico - Michael Quigley, Illinois - Judy Chu, California - Ted Deutch, Florida - Luis Gutiérrez, Illinois - Tammy Baldwin, Wisconsin - Charles Gonzalez, Texas - Anthony Weiner, Nueva York - Adam Schiff, California - Linda Sánchez, California - Daniel Maffei, Nueva York - Jared Polis, Colorado | - Lamar S. Smith, Texas, Ranking Member - Jim Sensenbrenner, Wisconsin - Howard Coble, Carolina del Norte - Elton Gallegly, California - Bob Goodlatte, Virginia - Dan Lungren, California - Darrell Issa, Texas - Randy Forbes, Virginia - Steve King, Iowa - Trent Franks, Arizona - Louie Gohmert, Texas - Jason Chaffetz, Utah - Tom Rooney, Florida - Gregg Harper, Misisipi |

## Grupos de trabajo

### Grupo de Trabajo Antimonopolio: 108.º Congreso.
Presidente: Jim Sensenbrenner (R-WI); miembro de la clasificación: John Conyers (D-MI)
El Grupo de Trabajo Antimonopolio durante el 108.º Congreso existió desde el 26 de marzo de 2003 hasta el 26 de septiembre de 2003. Todos los miembros del Comité Judicial también formaron parte del Grupo de Trabajo y realizaron audiencias e investigaciones sobre la consolidación de las Compañías Telefónicas Bell.

### Grupo de Trabajo Antimonopolio: 110.º Congreso.
Presidente: John Conyers (D-MI); miembro de la junta directiva: Steve Chabot (R-OH)
El Grupo de Trabajo Antimonopolio durante el 110.º Congreso fue establecido el 28 de febrero de 2007, como un subcomité temporal para examinar la fusión pendiente entre XM Radio y Sirius Satellite Radio. El grupo de trabajo funcionó como cualquier otro subcomité, excepto que sólo tiene un mandato de seis meses. Las Reglas de la Cámara limitan cada comité completo a sólo cinco subcomités, y cualquier grupo de trabajo, subcomité especial u otra subunidad de un comité permanente que se establezca por un período acumulativo de más de seis meses en un Congreso cuenta en contra de ese total. Un plazo más largo para el grupo de trabajo haría que el Comité Judicial excediera este límite.

### Impugnación judicial: Congresos 110° y 111°.
Presidente: Adam Schiff (D-CA); Miembro de la clasificación: Bob Goodlatte (R-VA)
Establecido en septiembre de 2008, el Grupo de Trabajo Judicial para la Impugnación Judicial debía investigar los cargos contra el Juez de Distrito Thomas Porteous. La investigación no se completó al final del 110.º Congreso, y fue restablecida después del 111.º Congreso convocado en enero de 2009. Las responsabilidades del Grupo de Trabajo se ampliaron para incluir el caso del juez Samuel B. Kent, que dio lugar a audiencias y a su posterior impugnación por el pleno de la Cámara de Representantes. El grupo de trabajo finalmente votó para impugnar a Porteous el 21 de enero de 2010.

## Proyectos
- Proyecto de Derecho Administrativo, Procesos y Procedimientos (2005–2006)

## Audiencias
- Scooter Libby controversia de clemencia, (Inglés). (2007)
- Equal Justice for Our Military Act of 2009, HR 569 (111th Congress) (2009). El Congreso celebra una audiencia para considerar la posibilidad de conceder a los miembros de la Fuerzas Armadas de los Estados Unidos acceso a la Corte Suprema de los Estados Unidos.

## Lista de presidentes
| Presidente             | Partido                       | Estado             | Años           |
| ---------------------- | ----------------------------- | ------------------ | -------------- |
| Charles J. Ingersoll   | Partido Demócrata-Republicano | Pensilvania        | 1813 – 1815    |
| Hugh Nelson            | Partido Demócrata-Republicano | Virginia           | 1815 – 1819    |
| John Sergeant          | Partido Demócrata-Republicano | Pensilvania        | 1819 – 1822    |
| Hugh Nelson            | Partido Demócrata-Republicano | Virginia           | 1822 – 1823    |
| Daniel Webster         | Partido Federalista           | Massachusetts      | 1823 – 1827    |
| Philip P. Barbour      | Partido Demócrata             | Virginia           | 1827 – 1829    |
| James Buchanan         | Partido Demócrata             | Pensilvania        | 1829 – 1831    |
| Warren R. Davis        | Partido Demócrata             | Carolina del Sur   | 1831 – 1832    |
| John Bell              | Partido Demócrata             | Tennessee          | 1832 – 1834    |
| Thomas F. Foster       | Partido Whig                  | Georgia            | 1834 – 1835    |
| Samuel Beardsley       | Partido Demócrata             | Nueva York         | 1835 – 1836    |
| Francis Thomas         | Partido Demócrata             | Maryland           | 1836 – 1839    |
| John Sergeant          | Partido Whig                  | Pensilvania        | 1839 – 1841    |
| Daniel D. Barnard      | Partido Whig                  | Nueva York         | 1841 – 1843    |
| William Wilkins        | Partido Demócrata             | Pensilvania        | 1843 – 1844    |
| Romulus M. Saunders    | Partido Demócrata             | Carolina del Norte | 1844 – 1845    |
| George O. Rathbun      | Partido Demócrata             | Nueva York         | 1845 – 1847    |
| Joseph R. Ingersoll    | Partido Whig                  | Pensilvania        | 1847 – 1849    |
| James Thompson         | Partido Demócrata             | Pensilvania        | 1849 – 1851    |
| James X. McLanahan     | Partido Demócrata             | Pensilvania        | 1851 – 1853    |
| Frederick P. Stanton   | Partido Demócrata             | Tennessee          | 1853 – 1855    |
| George A. Simmons      | Partido Whig & Republican     | Nueva York         | 1855 – 1857    |
| George S. Houston      | Partido Demócrata             | Alabama            | 1857 – 1859    |
| John Hickman           | Partido Republicano           | Pensilvania        | 1859 – 1863    |
| James F. Wilson        | Partido Republicano           | Iowa               | 1863 – 1869    |
| John A. Bingham        | Partido Republicano           | Ohio               | 1869 – 1873    |
| Benjamin F. Butler     | Partido Republicano           | Massachusetts      | 1873 – 1875    |
| James P. Knott         | Partido Demócrata             | Kentucky           | 1875 – 1881    |
| Thomas Brackett Reed   | Partido Republicano           | Maine              | 1881 – 1883    |
| John R. Tucker         | Partido Demócrata             | Virginia           | 1883 – 1887    |
| David B. Culberson     | Partido Demócrata             | Texas              | 1887 – 1889    |
| Ezra B. Taylor         | Partido Republicano           | Ohio               | 1889 – 1891    |
| David B. Culberson     | Partido Demócrata             | Texas              | 1891 – 1895    |
| David B. Henderson     | Partido Republicano           | Iowa               | 1895 – 1899    |
| George W. Ray          | Partido Republicano           | Nueva York         | 1899 – 1903    |
| John J. Jenkins        | Partido Republicano           | Wisconsin          | 1903 – 1909    |
| Richard W. Parker      | Partido Republicano           | Nueva Jersey       | 1909 – 1911    |
| Henry De Lamar Clayton | Partido Demócrata             | Alabama            | 1911 – 1914    |
| Edwin Y. Webb          | Partido Demócrata             | Carolina del Norte | 1914 – 1919    |
| Andrew J. Volstead     | Partido Republicano           | Minesota           | 1919 – 1923    |
| George S. Graham       | Partido Republicano           | Pensilvania        | 1923 – 1931    |
| Hatton W. Sumners      | Partido Demócrata             | Texas              | 1931 – 1947    |
| Earl C. Michener       | Partido Republicano           | Míchigan           | 1947 – 1949    |
| Emanuel Celler         | Partido Demócrata             | Nueva York         | 1949 – 1953    |
| Chauncey W. Reed       | Partido Republicano           | Illinois           | 1953 – 1955    |
| Emanuel Celler         | Partido Demócrata             | Nueva York         | 1955 – 1973    |
| Peter W. Rodino Jr.    | Partido Demócrata             | Nueva Jersey       | 1973 – 1989    |
| Jack Brooks            | Partido Demócrata             | Texas              | 1989 – 1995    |
| Henry Hyde             | Partido Republicano           | Illinois           | 1995 – 2001    |
| Jim Sensenbrenner      | Partido Republicano           | Wisconsin          | 2001 – 2007    |
| John Conyers           | Partido Demócrata             | Míchigan           | 2007 – 2011    |
| Lamar Smith            | Partido Republicano           | Texas              | 2011 – 2013    |
| Bob Goodlatte          | Partido Republicano           | Virginia           | 2013 – 2019    |
| Jerrold Nadler         | Partido Demócrata             | Nueva York         | 2019 – present |